# محمد أوزون
محمد أوزون (1 يناير 1953 - 10 أكتوبر 2007)، كاتب روائي كردي زازاي معاصر. ولد في 1 يناير 1953 في سيفريك بمقاطعة شانلي أورفة في تركيا. على الرغم من أن اللغة الكردية كانت محظورة في تركيا من عام 1920 إلى عام 1990، إلا أنه بدأ الكتابة بلغته الأم. ككاتب، حقق الكثير من أجل تشكيل لغة أدبية كردية حديثة وإحياء التقليد الكردي في سرد القصص. من عام 1977 إلى عام 2005 عاش في المنفى في السويد كلاجئ سياسي. خلال الفترة التي قضاها في الدول الاسكندنافية، أصبح كاتبًا غزير الإنتاج، ومؤلفًا لعشرات الروايات والمقالات باللغة الكردية، مما جعله عضوًا مؤسسًا للأدب الكردي الحديث باللهجة الكرمانجية. في يونيو 2005 عاد إلى إسطنبول بتركيا. كان عضوًا في نادي PEN وجمعية الكتاب السويديين.
في 29 مايو 2006، تم الكشف عن إصابة أوزون بسرطان المعدة. بعد العلاج في مستشفى جامعة كارولنسكا في ستوكهولم، في السويد عاد إلى ديار بكر، تركيا، حيث توفي عن عمر يناهز 54 عامًا.

## أعمال
- ظل الحب Siya Evînê
- بئر القدر Bîra Qederê
- صرخة دجلة Qêrîna Dijle